# Powiat Rosenberg (Prusy Zachodnie)
Powiat Rosenberg i. Westpr., Powiat Rosenberg in Westpreußen, Powiat Rosenberg (niem. Landkreis Rosenberg, Kreis Rosenberg, Landkreis Rosenberg i. Westpr., Landkreis Rosenberg in Westpreußen, Kreis Rosenberg i. Westpr., Kreis Rosenberg in Westpreußen; pol. powiat suski) – istniejący od 1818 do 1945 powiat z siedzibą w Suszu (niem. Rosenberg in Westpreußen). Teren powiatu leży obecnie w województwach pomorskim oraz warmińsko-mazurskim.

## Historia
Powiat powstał 1 kwietnia 1818 r., stanowiąc część rejencji kwidzyńskiej prowincji Prusy Zachodnie. Od 3 grudnia 1829 do 1878 należał do prowincji Prusy. 1 lipca 1922 powiat został włączony do prowincji Prusy Wschodnie, nadal podlegając rejencji z siedzibą w Kwidzynie (rejencja zachodniopruska). Od 26 października 1939 do wiosny 1945 powiat należał do rejencji kwidzyńskiej w okręgu Gdańsk-Prusy Zachodnie.
1 stycznia 1945 na terenie powiatu znajdowało się pięć miast (Biskupiec – niem. Bischofswerder, Iława – niem. Deutsch Eylau, Kisielice – niem. Freystadt in Westpreußen, Prabuty – niem. Riesenburg oraz Susz) oraz 77 gmin.